# Mavzolej v Halikarnasu
Mavzolej v Halikarnasu ali Mavzolova grobnica  (grško Μαυσωλεῖον τῆς Ἁλικαρνασσοῦ, turško Halikarnas Mozolesi) je bil grob, zgrajen med 353 in 350 pr. n. št. na Halikarnasu (danes Bodrum, Turčija) za Mavzola, satrapa Karije v ahemenidskem cesarstvu; ter njegovo ženo in sestro Artemizijo. Strukturo sta zasnovala grška arhitekta Satir in Pitej iz Priene. 
Mavzolej je bil približno 45 m visok, na štirih straneh okrašen s kiparskimi reliefi, ki so jih izdelali grški kiparji: Leohar, Briaksis, Skopas s Parosa in Timotej.  Dokončana struktura mavzoleja je veljala za estetsko dovršeno. Antipater iz Sidona jo je razglasil za eno od sedmih čudes antičnega sveta. Uničili so ga zaporedni potresi od 12. do 15. stoletja. Bil je zadnji od preživelih šestih uničenih čudes. 

## Zasedba
Halikarnas je bil v 4. stoletju pr. n. št. prestolnica majhnega regionalnega kraljestva na obali Male Azije. Leta 377 pr. n. št. je vladar regije, Hekatomen iz Milasa, umrl in zapustil kraljestvo svojemu sinu Mavzolu. Hekatomen, lokalni satrap pod Perzijci, je prevzel nadzor nad več sosednjimi mesti in okrožji. Poleg Artemizije in Mavzola je imel še nekaj hčera in sinov: Ado (mati posvojiteljica Aleksandra Velikega), Idriejo in Piksodar. Mavzol je razširil svoje ozemlje do jugozahodne obale Anatolije. Artemizija in Mavzol sta iz Halikarnasa vladala okoliškim ozemljem 24 let. Mavzol, čeprav se je rodil kot domačin, je govoril grško in občudoval grški način življenja in vladanja. Na obali je ustanovil številna mesta po grškem zgledu in spodbujal grško demokracijo.

## Halikarnas
Mavzol se je odločil zgraditi novo glavno mesto, ki bi bilo varno pred zajetjem in bi bilo tudi lepo. Izbral je mesto Halikarnas. Artemizija in Mavzol sta porabila ogromno davčnega denarja, da bi okrasila mesto. Naročila sta kipe, templje in zgradbe iz bleščečega marmorja.
Leta 353 pr. n. št. je Mavzol umrl in Artemizija je naprej vladala sama. Kot perzijski satrap in kot Hekatomnov dinast je Mavzol zase načrtoval  grobnico. Ko je umrl, so projekt nadaljevali njegovi bratje in sestre. Grob je postal tako slaven, da se veličastna grobnica po njegovem imenu (eponim) imenuje mavzolej.
Artemizija je živela samo dve leti po smrti svojega moža. Žari s pepelom sta bili postavljeni v še nedokončano grobnico. Kot oblika žrtvenega obreda so na stopnice, ki so vodile do groba, postavili telesa veliko mrtvih živali, nato pa so stopnice napolnili s kamni in ruševinami, da so zapečatili dostop. Po mnenju zgodovinarja Plinija starejšega so se obrtniki odločili, da ostanejo in končajo delo po smrti svojega zavetnika "ob upoštevanju, da je bil to hkrati spomenik lastni slavi in kiparski umetnosti".

## Konstrukcija mavzoleja
Verjetno je Mavzol začel načrtovati grob pred svojo smrtjo kot del stavbe v Halikarnasu in ko je umrl, je Artemizija nadaljevala njegov gradbeni projekt. Artemizija ni varčevala pri gradnji grobnice. Poslala je poslance v Grčijo, da bi našli najbolj nadarjene umetnike tistega časa. Med njimi so bili Skopas, ki je nadzoroval obnovo Artemidinega templja v Efezu. Slavni kiparji so bili (po Vitruvijevem vrstnem redu): Leohar, Briaksis, Skopas in Timotej, pa tudi ogromno drugih obrtnikov.
Grobnica je bila postavljena na griču s pogledom na mesto. Celotna zgradba je stala na zaprtem dvorišču. V središču dvorišča je bila kamnita ploščad z grobnico. Stopnišče, obrobljeno s kamnitimi levi, je pripeljalo do vrha ploščadi, kjer so vzdolž zunanjih zidov stali številni kipi bogov in boginj. Na vsakem vogalu so kamniti bojevniki na konju varovali grob. V sredini ploščadi se je marmorna grobnica dvignila kot kvadratni stožčasti blok do ene tretjine višine 45 m mavzoleja. Ta del je bil pokrit s ploskimi reliefi, ki prikazujejo akcijske prizore, tudi bitko Kentavrov z Lapiti in Grke v boju z Amazonkami, ženskimi bojevnicami.
Na vrhu tega dela grobnice je stalo 36 vitkih stebrov, deset na vsako stran, pri čemer je vogalni steber pripadal dvema stranema; s tem je zgradba dobila še tretjino višine. Med vsakim parom stebrov je bil kip. Za stebri je bila cela, podobna trdnemu bloku, ki je nosila težo masivne strehe. Streha, ki je prekrivala večino zadnje tretjine višine, je bila piramidalna. Na ploščadi na vrhu je bila kvadriga: štirje masivni konji so vlekli voz, na katerem sta bili podobi Mavzola in Artemizije.

## Zgodovina
Sodobni zgodovinarji so poudarili, da dve leti nista bili dovolj za okrasitev in gradnjo take nenavadne stavbe. Zato domnevajo, da jo je Mavzol začel graditi pred smrtjo ali nadaljeval kot naslednji voditelj.  Mavzolej je bil podoben templju in edini način, da bi opazili razliko, je bila njegova nekoliko višja zunanja stena. Mavzolej je bil v grškem delu Halikarnasa, ki je bil leta 353 pod nadzorom ahemenidskega cesarstva. Po besedah rimskega arhitekta Vitruvija sta ga zgradila Satir in Pitij, ki je o njem napisal razpravo, ki je zdaj izgubljena. Pavzanias dodaja, da so Rimljani ta mavzolej imenovali eno od velikih čudes sveta in zato so vse svoje veličastne grobnice v nadaljevanju imenovali mavzoleje. 
Ni znano, kdaj in kako je bil uničen: Evstatij Solunski, ki je v 12. stoletju pisal komentar o Iliadi, pravi: "Bil je in je čudo." Zaradi tega je Fergusson ugotovil, da je bila zgradba uničena, verjetno zaradi potresa, okoli leta 1402, ko so prišli ivanovci iz Jeruzalema in zapisali, da je v ruševinah. Vendar pa Luttrell ugotavlja , da v tistem času lokalni Grki in Turki niso imeli imena ali legende za kolosalne ruševine, kar kaže na uničenje v precej zgodnejšem obdobju.
Veliko kamnov iz ruševin so malteški vitezi porabili za utrditev gradu v Bodrumu. Obnovili so tudi ploske reliefe, s katerimi so okrasili novo stavbo. Velik del marmorja je bil predelan v apno. Leta 1846 je lord Stratford de Redcliffe dobil dovoljenje za odstranitev reliefov iz Bodruma.
Na originalnem mestu je vse, kar je ostalo od 19. stoletja, temelji in nekatere zlomljene skulpture. To najdišče je prvi odkril profesor Donaldson in ga je dokončno odkril Charles Newton, ki ga je britanska vlada poslala na ekspedicijo. Odkrivanje je trajalo tri leta in se je končalo s poročilom o preostalem marmorju. V nekem trenutku pred tem ali pozneje so v grobnico vdrli roparji in uničili podzemni grob, vendar je bilo leta 1972 še vedno dovolj ostankov, da so določili postavitev komor, ko so bile izkopane.
Ta spomenik je bil glede na sedem čudes starega sveta uvrščen med starodavne, ne zaradi svoje velikosti ali moči, temveč zaradi lepote oblikovanja in  s kipov ter okrasja. Mavzolej je bil glavni arhitekturni spomenik Halikarnasa. Stal je na uglednem položaju nad pristaniščem. 

## Velikost in kipi
Veliko informacij, ki so jih zbrali o mavzoleju in njegovi strukturi, je prišlo od rimskega vseveda Plinija starejšega. Napisal je nekaj osnovnih dejstev o arhitekturi in nekaterih merah. Stavba je bila pravokotna, ne kvadratna, obkrožena s kolonado s 36 stebri. Na vrhu se je dvigala piramidalna nadgradnja s 24 stopnicami. Na vrhu je bila kočija s četverovprego iz marmorja. Stavba je bila poudarjena z dvema kiparskima frizoma in prostostoječimi kipi. "Prostostoječe figure so bile urejene na 5 ali 6 različnih ravneh." Plinijevo znanje je najbrž izviralo iz dela, ki ga je napisal arhitekt. Jasno je, da Plinij ni v celoti razumel oblikovanja mavzoleja, kar ustvarja težave pri ponovnem oblikovanju strukture. Navedena so številna dejstva, ki bralcu pomagajo ponovno ustvariti koščke sestavljanke. Druga pisanja Pavzania, Strabona in Vitruvija nam pomagajo pri zbiranju več informacij.
Po mnenju Plinija je bil mavzolej 19 metrov dolg v smeri sever in jug, krajši na drugih stranicah, obseg je bil 125 metrov  in 11,4 m v višino. Del s stebri so imenovali pteron ((grško Πτερον – krilo). To je arhitekturni izraz, ki ga je uporabljal Plinij starejši za peristil Mavzolove grobnice, ki je bil visoko dvignjen in se je razlikoval od navadnega peristila, ki  je bil postavljen le na stilobat). Nad pteronom je bila zgornja piramida enaka višini spodnjega dela. Višina stavbe je bila 43 metrov. [15] Edini drugi avtor, ki je pisal o razsežnostih mavzoleja, je Higin iz obdobja cesarja Avgusta. Opisuje spomenik, zgrajen iz sijočih kamnov, visok 24 metrov in 410 metrov v obsegu. Verjetno so njegove mere v vatlih, kar bi se ujemalo s Plinijevimi merami, vendar se to besedilo v glavnem šteje za nepomembno. Od Vitruvija se učimo, da sta Satir in Pitij opisala svoje delo, ki ga je Plinij verjetno prebral.
Številne kipe so našli nekoliko večje od naravne velikosti, med 1,5 m in 1,60 m v višino. To je bilo 20 kipov levov. Druga pomembna ugotovitev je bila globina skale, na kateri je stavba stala. Ta skala je bila izkopana 2,4 ali 2,7 metra globoko na površini 33 x 39 metrov. Skulpture na severu je ustvaril Skopas, na vzhodu Briaks, na jugu Timotej in na zahodu Leohar. Mavzolej je bil okrašen s številnimi lepimi in velikimi kipi. Nekateri so izgubljeni ali so našli le fragmente. Prvotna umestitev je znana le po zgodovinskih opisih. Velika kipa Mavzola in Artemizije sta stala v kočiji na vrhu piramide. Polkosalne ženske glave, ki so morda pripadale akroteriju, so lahko predstavljale šest karijskih mest, vključenih v Halikarnas. [16] Raziskovalno delo še vedno poteka, skupine še naprej izkopavajo in raziskujejo umetnost mavzoleja.

## Poznejša usoda mavzoleja
Mavzolej je mnogo let obvladoval mesto Halikarnas. Bil je nedotaknjen, ko je mesto padlo v roke Aleksandra Velikega leta 334 pr. n. št. in ni bil poškodovan po napadih piratov leta 62. in 58. pr. n. št. Nad mestnimi ruševinami je stal 16 stoletij. Potem je vrsta potresov porušila stebre, bronasta kočija pa je padla na tla. Do leta 1404 je bila podoba mavzoleja še vedno prepoznavna. 
Ivanovci z Rodosa so napadli regijo in zgradili grad Bodrum (grad svetega Petra). Ko so se leta 1494 odločili, da ga utrdijo, so uporabili kamne mavzoleja. Leta 1522 so govorice o turškem vdoru, ki so jih širili križarji,  povzročile, da so še okrepili grad (ki je bil takrat že znan kot Bodrum) s preostalimi deli grobnice, ki so jo razstavili in uporabili v zidovih. Segmenti poliranega marmorja iz grobnice so tam še danes vidni. Ko je Sulejman Veličastni osvojil sedež vitezov na otoku Rodosu, so se ti za kratek čas preselili na Sicilijo in kasneje na Malto, tako da so grad in Bodrum prepustili osmanskemu cesarstvu.
Ko so utrjevali grad, je del vitezov vstopil v mavzolej in odkril sobo z veliko krsto. V mnogih opisih mavzoleja je navedena zgodba o tem, kaj se je zgodilo. Grobnica je bila oplenjena, manjkata tudi telesi Mavzola in Artemizije. Majhna muzejska stavba ob spomeniku pripoveduje zgodbo. Raziskave arheologov v 1960-ih kažejo, da so že pred vitezi oplenili grob, ko so pod krovom groba izkopali tunel in ukradli vsebino. Muzej navaja tudi, da je bilo verjetno, da sta bila Mavzol in Artemizija kremirana, zato je bila v grobni prostor postavljena le žara s pepelom. Morda zato niso našli nobenih ostankov.
Pred mletjem in žganjem večine preostalih skulptur iz mavzoleja v apno za omet so vitezi odstranili nekaj najboljših del in jih postavili v grad Bodrum. Tam so kipi ostali tri stoletja.

## Odkritje in izkopavanja
V 19. stoletju je britanski konzul pridobil nekaj kipov iz gradu Bodrum, danes so v Britanskem muzeju. Leta 1852 je poslal arheologa Charlesa Thomasa Newtona, da bi poiskal več ostankov mavzoleja. Imel je težko nalogo. Ni natančno vedel, kje je grobnica in stroški za nakup vseh majhnih parcel zemljišča na območju, na katerem bi to iskali, so bili astronomski. Namesto tega je Newton proučil zapise starih piscev, kot je Plinij, da bi dobili približno velikost in kraj spomenika, potem pa kupil zemljišče na najverjetnejšem kraju. Izkopavanje je Newton začel z izdelavo raziskovalnih predorov, ki jih je kopal pod okoliškimi zemljišči. Našel je nekaj zidov, stopnišče in končno tri robove temeljev. S tem znanjem je Newton lahko ugotovil, katere parcele potrebuje za nakup.
Nato je začel izkopavati in je našel dele reliefov, ki so krasili steno stavbe in dele stopničaste strehe. Odkril je tudi zlomljen kamen kolesa kočije s premerom 2 m, ki je pripadal skulpturi na strehi mavzoleja. Nazadnje je našel kipa Mavzola in Artemizije, ki sta stala na vrhu stavbe. Oktobra 1857 je Newton prinesel marmorne bloke na ladjo HMS Supply in jih odpeljal na Malto. Ti bloki so bili uporabljeni za gradnjo novega pristanišča za kraljevo mornarico na Malti. Danes je to pristanišče znano kot pristanišče št. 1 (Dock No.1) v Cospicui (Bormla), vendar niso vidni, saj so potopljeni v zalivu ladjedelnice (Dockyard Creek) v Velikem pristanišču (Grand Harbor). 
Od leta 1966 do 1977 je mavzolej temeljito raziskal profesor Kristian Jeppesen z univerze v Aarhusu na Danskem. Pripravil je monografijo šestih knjig  Mavzolej v Halikarnasu (The Maussolleion at Halikarnassos).
Lepota mavzoleja ni bila le v sami strukturi, temveč v dekoracijah in kipih, ki so stali na različnih ravneh: kipi ljudi, levov, konj in drugih živali. Ker so bili kipi ljudje in živali, ima mavzolej v zgodovini posebno mesto, saj ni bilo namenjeno bogovom stare Grčije.
Danes je v Bodrumu še vedno ogromen grad malteških vitezov, v zidovih pa je mogoče zaznati polirane kamne in marmorne bloke iz mavzoleja. Kjer je bil mavzolej, sta le temelj in majhen muzej. Nekatere ohranjene skulpture v Britanskem muzeju so drobci kipov in številne plošče iz friza, ki prikazujejo bitko med Grki in Amazonkami.
- Rekonstrukcijo bitke med Grki in Amazonkami je mogoče videti v levem ozadju, Britanski muzej, soba 21
- Kip, ki je navadno prepoznan kot Artemizija, Britanski muzej, soba 21
- Plošča z bitko med Grki in Amazonkami morda kaže Herkula, ki grabi za lase Hipolite, kraljico Amazonk

## Vpliv na sodobno arhitekturo
Sodobne stavbe, katerih zasnova temelji ali je nanje vplivala razlaga oblikovanja Mavzolovega mavzoleja, so: Civilno sodišče (Civil Courts Building) v St. Louisu,  državna uradna najvišja zgradba (National Newark Building) v Newarku, New Jersey, Grantova grobnica (Grant's Tomb), stavba 26 Broadway v New York Cityju, mestna hiša v Los Angelesu (City Hall), Spomenik vojnim žrtvam v Melbournu (Shrine of Remembrance) v  Avstraliji, zvonik cerkve svetega Jurija v Bloomsburyju v Londonu, vojni spomenik (Indiana War Memorial in stolp Chase Tower) v Indianapolisu, tempelj prostozidarjev (House of the Temple) v Washingtonu ter spomenik vojakom in mornarjem (Soldiers and Sailors Memorial) v Pittsburghu.